# Nor Kyank, Ararat
Nor Kyanq là một đô thị thuộc tỉnh Ararat, Armenia. Dân số ước tính năm 2011 là 2905 người.